# Retrato de um jovem (Botticelli, Washington)
Retrato de um Jovem, Retrato de uma Juventude ou ainda Retrato de um Homem Jovem é um retrato atribuído a Sandro Botticelli (1446-1510), ele é um exemplo de pintura da Renascença italiana.

## Características
Foi pintado no início dos anos 1480 (c. 1482/1485) com têmpera sobre painel e agora está abrigado na Galeria Nacional de Arte em Washington, D.C. A pintura foi atribuída a Botticelli pelo historiador de arte Bernard Berenson em 1922. Características desta peça incluem sua interessante expressão e movimentos de mão elegantes que alguns interpretaram como um sinal de artrite juvenil ou Síndrome de Marfan.